# 大神神社 (栃木市)

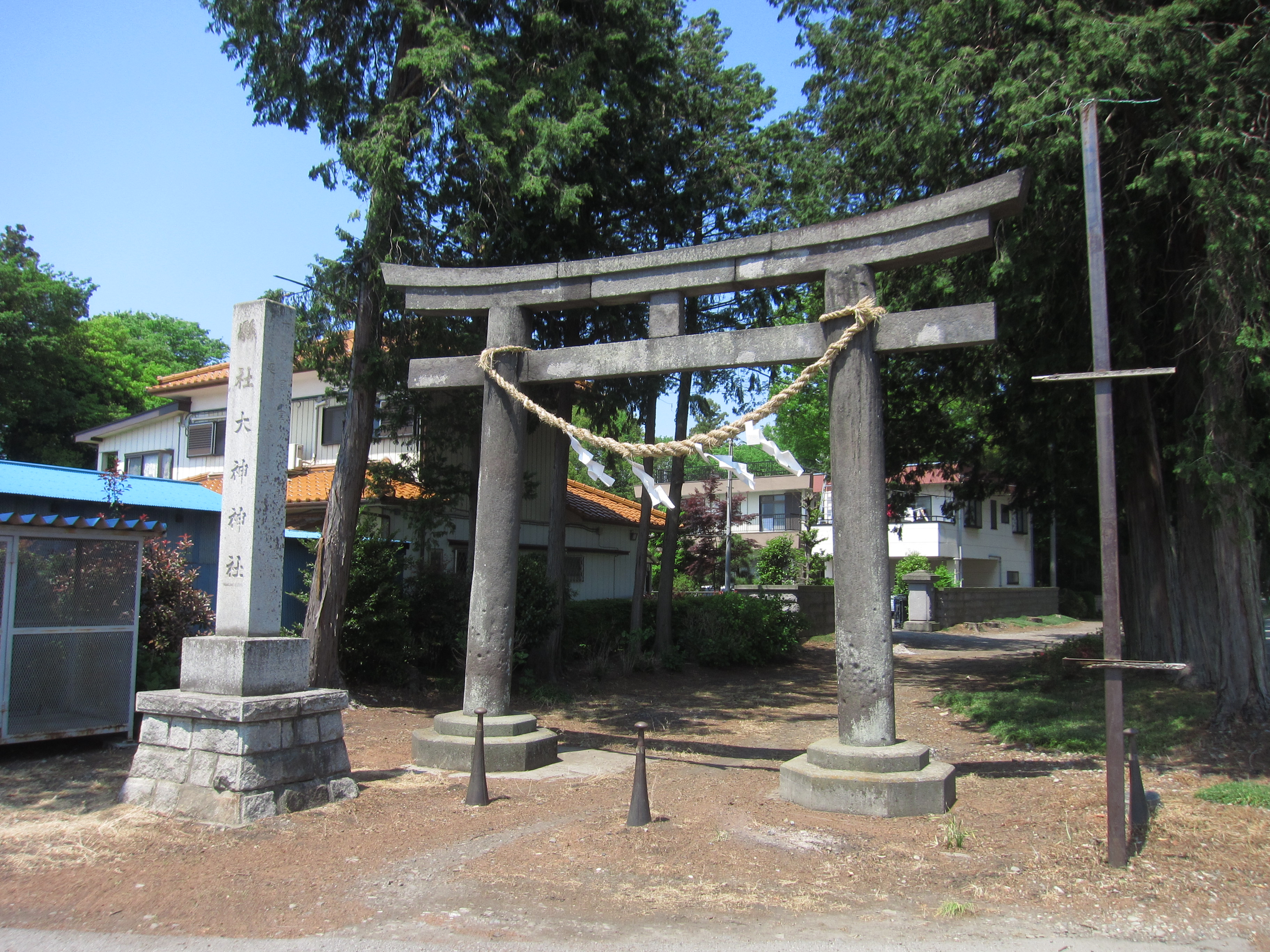
一の鳥居

大神神社（おおみわじんじゃ）は、栃木県栃木市惣社町にある神社。式内社（小）論社、下野国総社。旧社格は県社。古くは「下野惣社大明神」「惣社六所大明神」「室八島惣社大明神」などの別称があった。
律令時代には神社の南約2kmに国府が置かれ、大神神社は国府の惣社となり、この地（惣社）の地名の由来にもなっている。
松尾芭蕉『奥の細道』に登場する境内の「室の八嶋」が知られている。

## 祭神
主祭神
- 倭大物主櫛𤭖玉命 （やまとおおものぬしくしみかたまのみこと）[2]
『出雲国造神賀詞』では大物主神を指す。大神神社（奈良県桜井市）からの分霊。 崇神天皇が天変地異や疫病の流行に悩んでいると、夢に大物主が現れ、「こは我が心ぞ。意富多多泥古（大田田根子）をもちて、我が御魂を祭らしむれば、神の気起こらず、国安らかに平らぎなむ」と告げた。天皇は早速、活玉依毘売の末裔とされる意富多多泥古を捜し出し、三輪山で祭祀を行わせたところ、天変地異も疫病も収まったという。これが現在の大神神社である。『日本書紀』では、崇神天皇が大物主から夢で直接に神託を得るまでの亀卜や沐浴斎戒、宮殿内部の潔浄と言った祭祀の過程と内容が詳細に記され、天変地異が収まった翌年に大神神社に奉る酒の管掌に高橋邑の人活日が任命されている。

配祀神
- 木花咲耶姫命 （このはなさくやひめのみこと）
- 瓊々杵命 （ににぎのみこと） - 木花咲耶姫命の夫神
- 大山祇命 （おおやまつみのみこと） - 木花咲耶姫命の父
- 彦火々出見命 （ひこほほでみのみこと） - 木花咲耶姫命の子。火遠理命に同じ

## 歴史

### 創建
社伝では、崇神天皇の時代に豊城入彦命（崇神天皇皇子）が東国平定の折に戦勝と人心平安を祈願し、当時から広く名を知られた室の八嶋（むろのやしま、室の八島とも記す）に、崇神天皇が都とした大和国磯城瑞籬宮（現在の奈良県桜井市金屋）に座した大三輪大神（大神神社）を勧請したのが創建とされている。

### 概史
平安時代中期の『延喜式神名帳』には「下野国都賀郡 大神社」の記載があるが、当社をそれにあてる説がありその論社とされている。
また、古代の国司は各国内の全ての神社を一宮から順に巡拝していたが、これを効率化するため、各国の国府近くに国内の神を合祀した総社を設け、まとめて祭祀を行うようになった。当社はそのうちの下野国の総社にあたるとされる。当社の南方約2.8kmの地には下野国庁跡も発掘されている。
平将門の乱により被害を受けたが、藤原秀郷らの寄進により再建され、室町時代まで社殿は広く立派であったと伝える。しかし戦国時代に、皆川広照の残兵が当社に篭り、北条氏直の軍勢が火を放ったために焼失し、荒廃した。その後、徳川家光による社領30石と松の苗1万本の寄進などにより、1682年（天和2年）に現在の形へと復興したという。
しかしながら、実際には明治時代より以前の史料で当社を明確に「大神（おおみわ）」または「大三輪」と呼んだものは発見されていない。「実際のところは、都から遣わされた国司が大和国の大神神社（大三輪神社）を別の場所で祀っていて、これが下野惣社大明神に合祀され同化した」といった説もあるなど、その歴史は必ずしも詳らかとは言い難い。
明治維新後、明治6年に近代社格制度において郷社に列し、明治40年に神饌幣帛料共進神社に指定、明治44年に県社に昇格した。1924年（大正13年）に社殿の大改修、1993年（平成5年）に室の八嶋の大改修などが行われて現在に至っている。なお、古来より社家大宮司は國保家が代々世襲していた。

### 神階
- 元慶4年（880年）8月29日、従五位下から正五位上 （『日本三代実録』） - 表記は「三和神」で、当社にあてる説がある[6]

## 境内

### 社殿

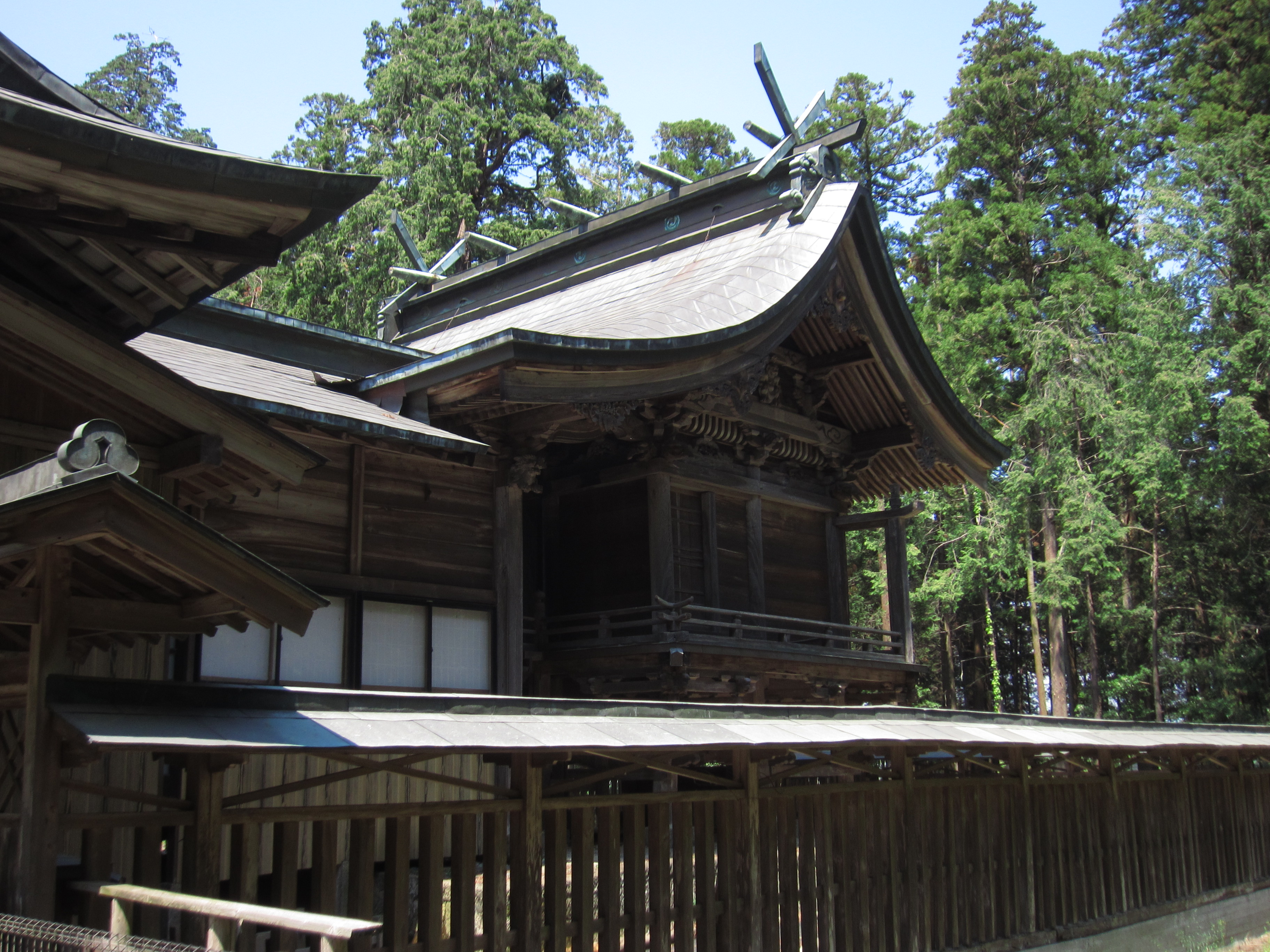
本殿
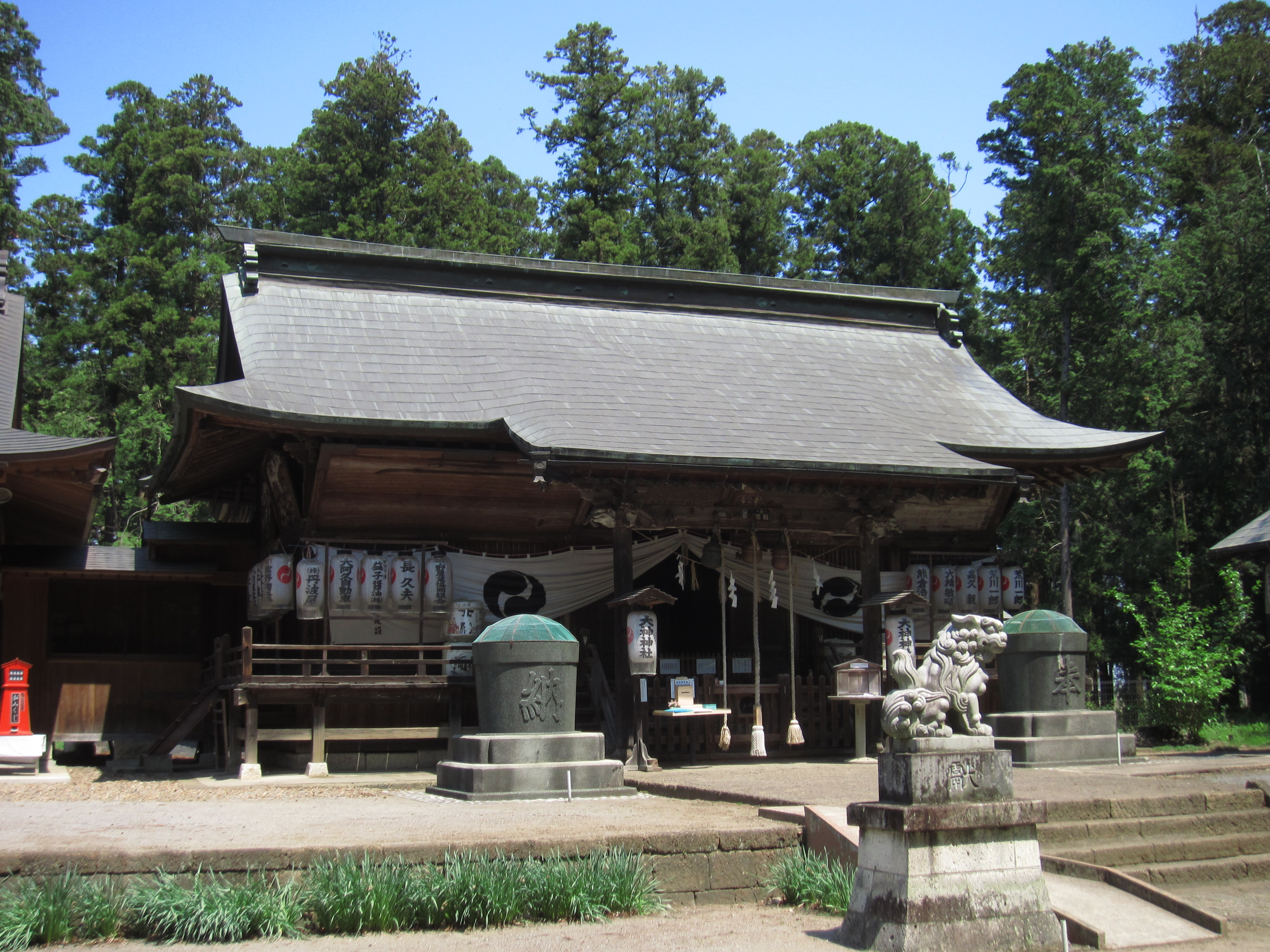
拝殿
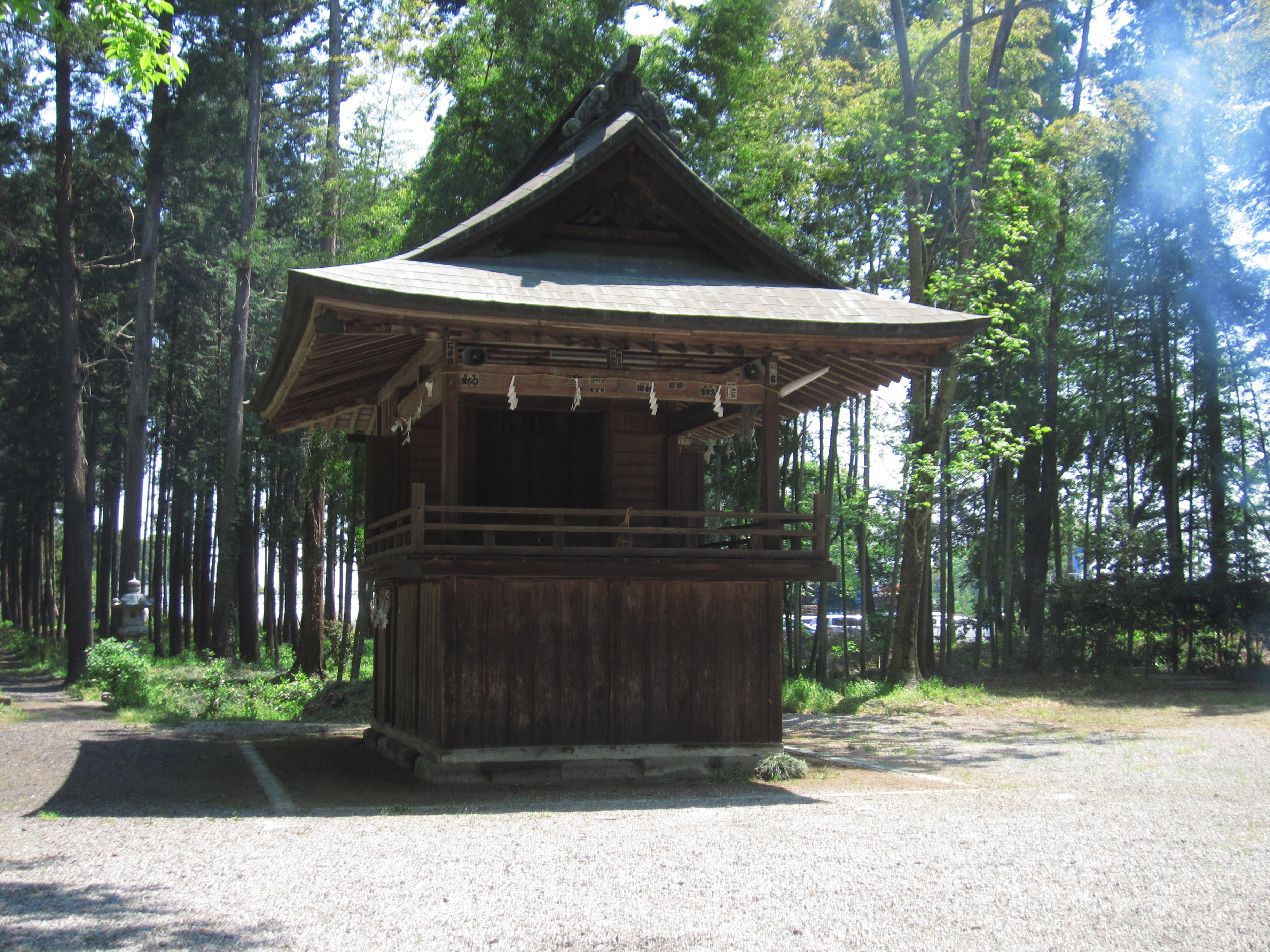
神楽殿

### 境内林
大神神社の境内林を中心とする地域は、栃木県の惣社緑地環境保全地域となっている。

### 室の八嶋

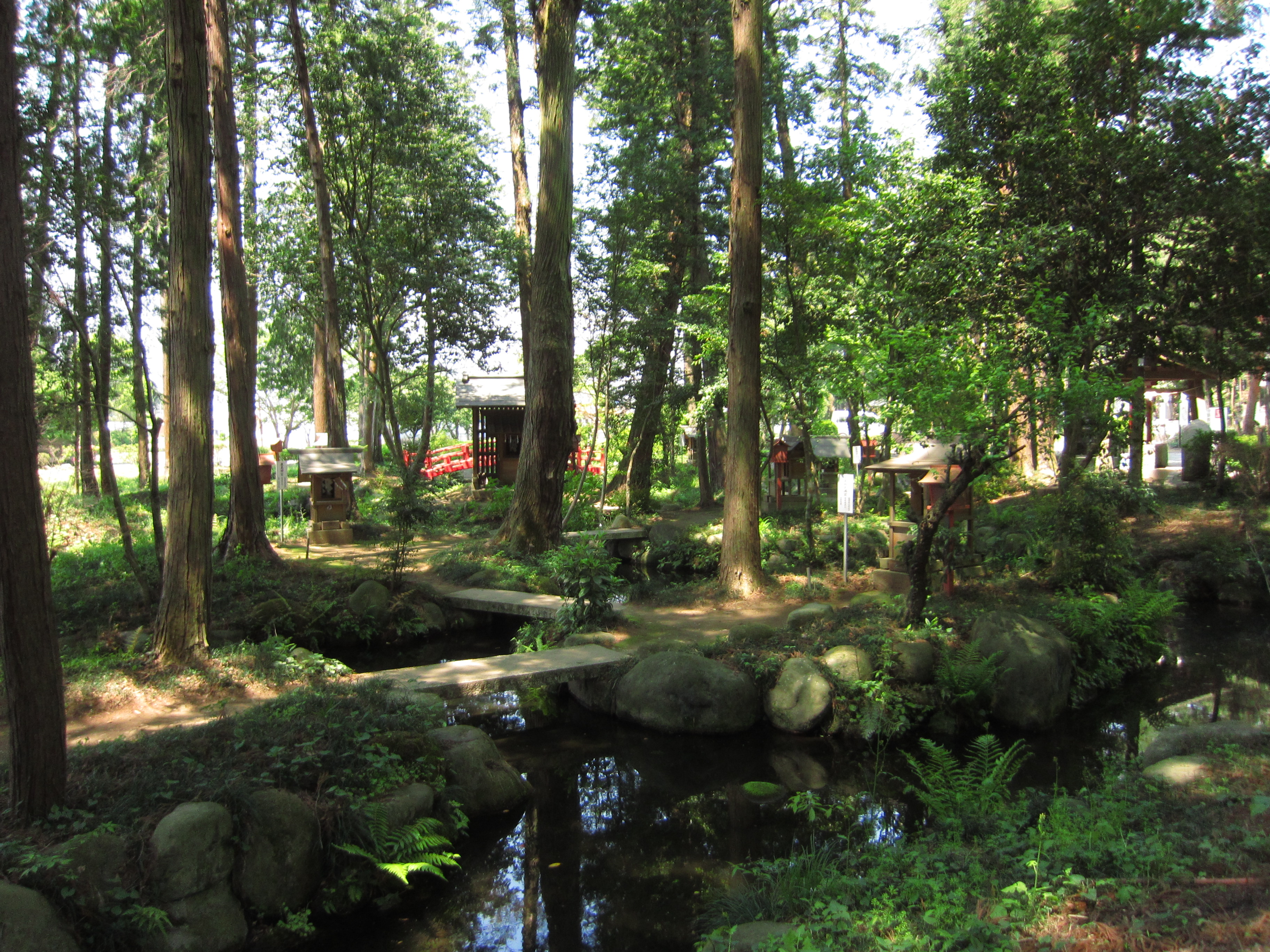
室の八嶋

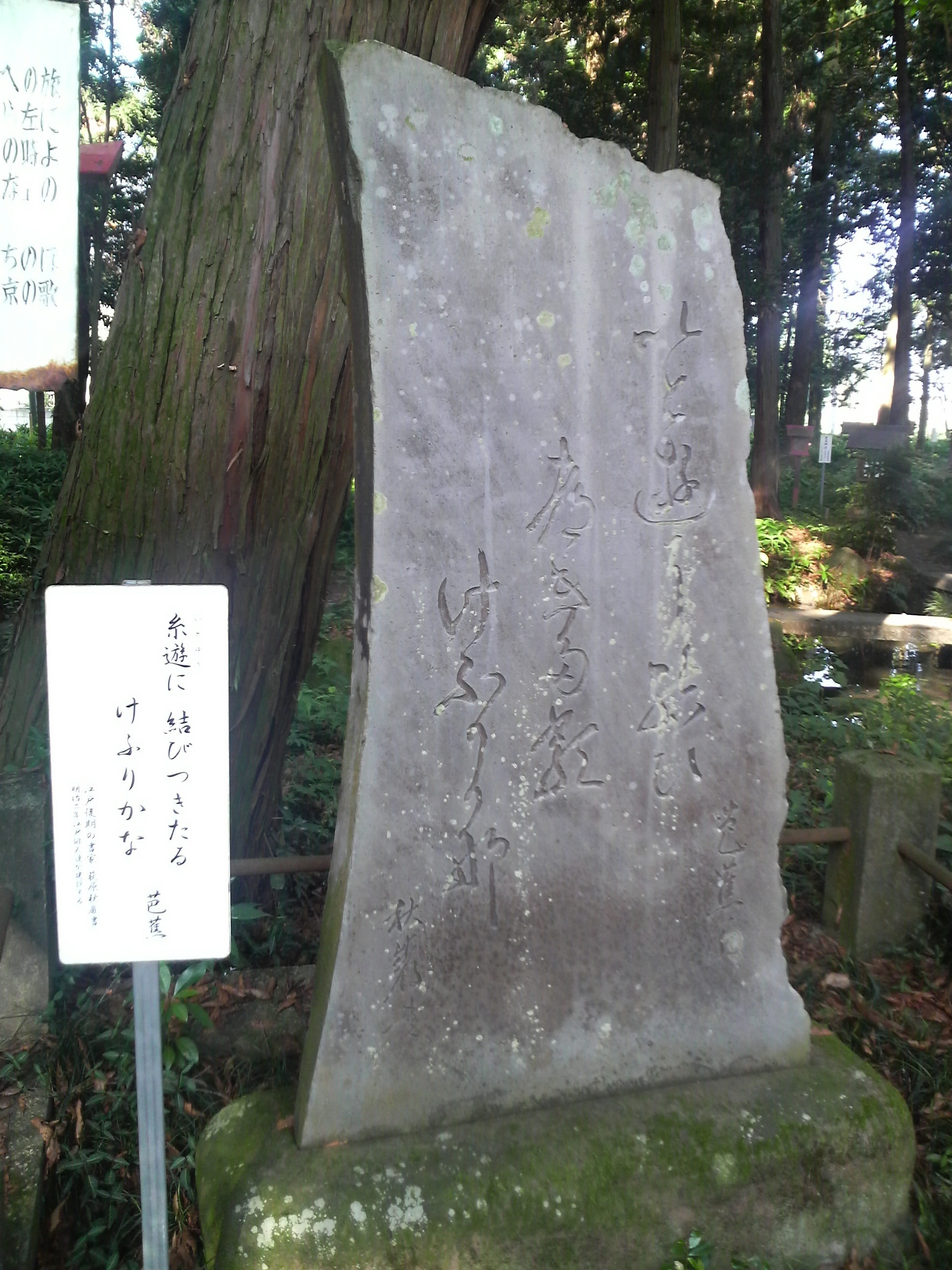
室の八嶋の前に建つ松尾芭蕉の句碑

室の八嶋（むろのやしま）は、古来の和歌などに歌枕として見られる地名。当社境内の池中の島をその跡と伝える（ただし後世の付会とする説もある）。奈良時代の昔から、歌枕として都にまでその名を知られ、『万葉集』や『古今和歌集』をはじめとする多くの和歌集などに登場する。
主な歌
- いかでかは 思ひありとも 知らすべき 室の八嶋の 煙ならでは - 藤原実方（『詞花和歌集』）
- 人を思ふ 思ひを何に たとへまし 室の八島も 名のみ也けり - 源重之女（『続後拾遺和歌集』）
- 煙たつ 室の八嶋に あらぬ身は こがれしことぞ くやしかりける - 大江匡房（『新拾遺和歌集』）
- いかにせん 室の八島に 宿もがな 恋の煙を 空にまがへん - 藤原俊成（『長秋詠藻』）
- 暮るる夜は 衛士のたく火を それと見よ 室の八島も 都ならねば - 藤原定家（『新勅撰和歌集』）

歌枕としての意味
- 木花咲耶姫命が一夜にして懐妊したためその貞操を証すべく、自ら火を放った室の中で三柱の神を産んだ、とされる神話の舞台。また転じて、竈（かまど）の煙（八嶋は竈の古語であるとの説もある）。
- 思川の低湿地であることから、水煙や清水の沸く土地。
- これらが転じて、燃え上がる恋の炎に身を焼く煙。
- 糸遊（いとあそび、いとゆう）。煙が更に転じたものとも考えられるが、「陽炎」「蜘蛛が糸を引いて飛ぶ」など作者の真意は様々で、定かではない。

当地を訪れたとされる松尾芭蕉と曾良は『奥の細道』に、室の八嶋の由緒などを曾良の言として記しているが、俳句は載せていない。しかし、後年曾良が著した『俳諧書留」に、芭蕉の句として「いと遊に結びつきたるけふりかな」が記されており、これが当社の境内に句碑として建立されている。 1869年〈明治2〉3月、江戸後期の俳人である杲雲閣春峰が建立し、江戸後期に活躍した書家の萩原秋巌による筆とされる。
現在見られる「室の八嶋」は、杉木立の中の掘割に、小さな祠を戴く8つの小島がある、およそ800坪ほどの庭園状の場所であり、水煙や湧き水などは観られない。8つの祠には、筑波・天満・鹿嶋・雷電・浅間・熊野・二荒山・香取の各名神が祀られている。

## 摂末社

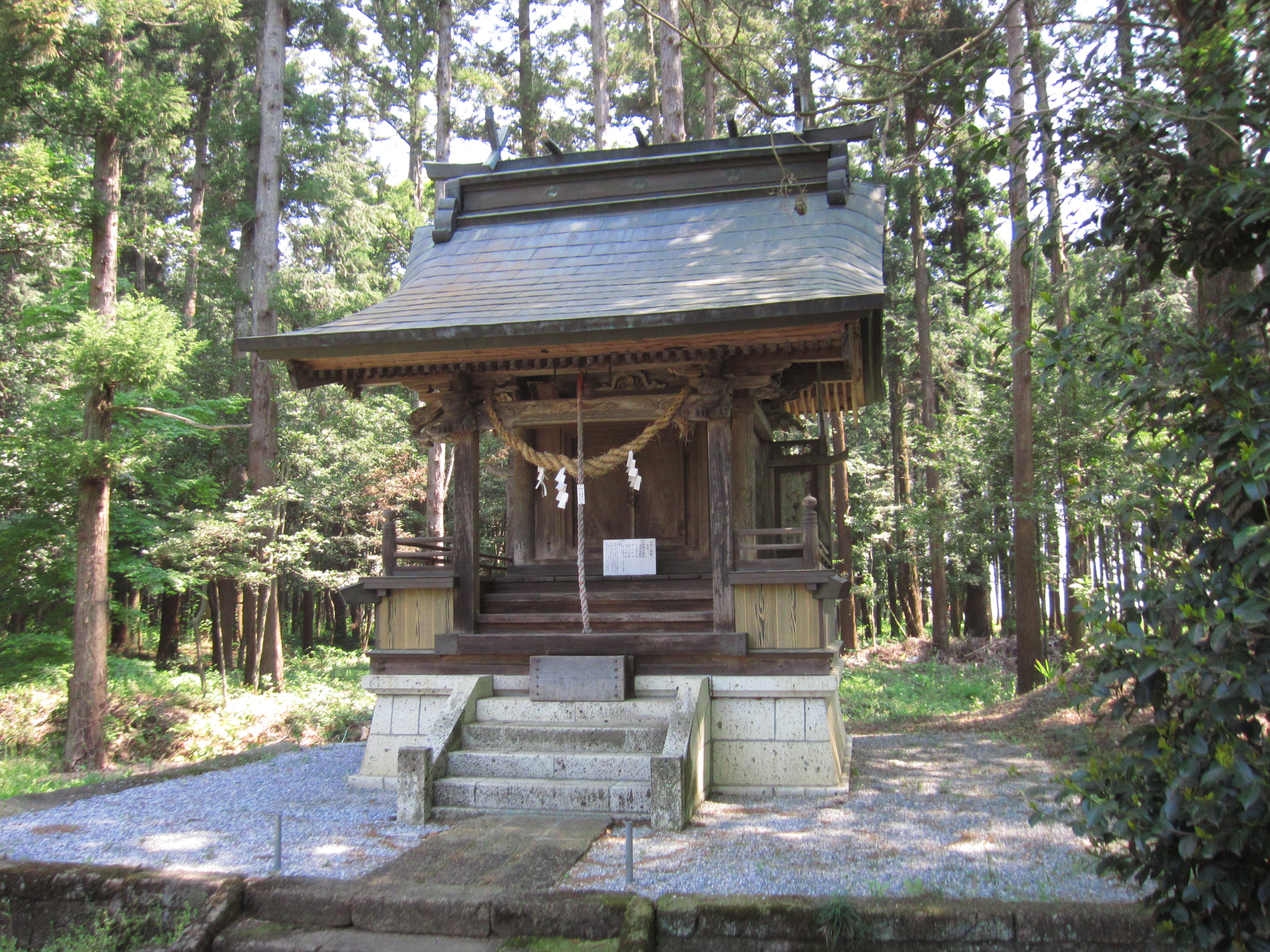
神宮
本社の相殿を祀る。

境内社は以下の15社。
- 神宮
- 護国神社
- 福神神社
- 大杉神社
- 祖霊社
- 左門神社
- 右門神社

室の八嶋
- 浅間神社
- 二荒山神社
- 筑波神社
- 雷電神社
- 香取神社
- 鹿島神社
- 熊野神社
- 天満宮

## 祭事
- 元旦祭 （1月1日）[10]
- 初詣・新春祈願祭 （1月中）
- 節分祭・追儺式 （2月3日）
- 祈年祭 （2月25日）
- 鎮花祭 （3月上旬）
- 春季例大祭 （4月16日） - 流鏑馬を催行
- 初申祭 （5月初申の日）
- 大祓 （6月30日）
- 八島祭 （8月1日）
- 大杉祭・風祭 （8月中旬）
- 七五三詣り （11月15日）
- 秋季例大祭（御鉾祭） （11月18日-24日頃）

## 文化財

### 栃木市指定無形民俗文化財
- 大神神社の神楽 - 昭和39年5月19日指定
- 大神神社の鉾祭 - 昭和39年5月19日指定

### 史跡
- 栃木市指定史跡「下野惣社（室の八嶋）」 - 昭和43年2月16日指定

## 現地情報
所在地
- 栃木県栃木市惣社町477

交通アクセス
- 東武鉄道宇都宮線 野州大塚駅 （徒歩約15分）

周辺
- 下野国庁跡 - 南方約2.8km